# Modemkapning

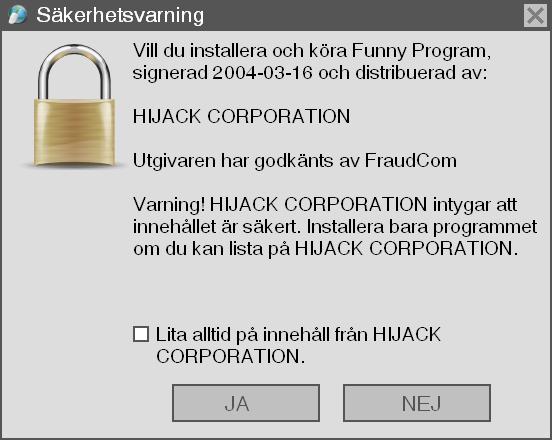
Fiktivt exempel på hur en modemkapning kan se ut.

Modemkapning är en bluffmetod där bedragaren lurar till sig pengar genom att manipulera offrets modeminställningar så att modemet ringer upp ett betalnummer. Det brukade ske i samband med att offret installerade ett till datorprogram som i sig ofta var kostnadsfritt. Eftersom allt färre använder sig av modem med uppringd förbindelse är bluffmetoden ovanligare.
Med metoden förvarnades användare inte om avgifternas storlek, och de som använde sig av metoden var bedrägliga webbsajter. Dessa bedrägliga sajter uppmanade besökaren att klicka på en länk och sedan svara "ja" på alla frågor som dyker upp, utan att tydligt informera om kostnaden. Oftast var det sajter med pornografiskt material som använde sig av denna metod för betalning.
För att modemkaparen, bedräglig eller ej, skulle kunna ta kontroll över besökarens modem måste ett program installeras på datorn. Alla moderna webbläsare är gjorda så att detta inte ska kunna ske utan användarens medgivande, men många Internetanvändare var så vana att klicka bort alla fönster som kommer upp, att de inte ens brydde sig om att läsa texten innan de klickade "ok". Ett menyfönster ploppade upp när en webbplats frågade om tillstånd att installera ett program på ens dator. Utseendet på fönstret berodde på webbläsaren.
I regel beskrev fönstret att programmet är kryptografiskt signerat. Detta innebar endast att programmet kom från just den webbplatsen, och sa inget om vad programmet skulle komma att göra med datorn som det kördes på. Som tumregel ska man aldrig acceptera installationsförfrågningar från sidor man inte litar på. Det har förekommit säkerhetshål i Internet Explorer som i teorin tillåter program att installeras utan att användaren har en chans att säga nej, men i praktiken sker numera få eller inga modemkapningar den vägen.
I dagsläget är det bara en webbläsare med relativt stor marknadsandel som stöder protokollet Active X, som är det vanligaste protokoll modemkapare använder sig av, denna är Internet Explorer.

## Kännetecken och motmetoder
Modemkapningar kan bara drabba personer som använder telefonmodem, med bredband är man skyddad (dock ej om man har fax installerat). Brandväggar och antivirusprogram kanske eller kanske inte hjälper, beroende på typ. Strikt taget är som sagt inte en modemkapning något som kan utföras mot användarens vilja, varför inte alla brandväggar och antivirusprogram tar hand om det, i alla fall inte med standardinställningarna. Konsumentverket har tagit fram ett program, "bluffstopparen", som varnar om något program försöker ändra uppringningsnummer. Den stoppar det dock inte utan användarens godkännande, så någon som verkligen struntar i alla varningar kommer fortfarande att riskera att trilla dit.